# Lucien Agnel
Pour les articles homonymes, voir Agnel.
Lucien Agnel, né le 28 janvier 1892 à Meximieux et mort le 20 janvier 1975 à Miribel, est un imprimeur, un syndicaliste et un résistant français. Il est inhumé au cimetière Saint-Martin de Miribel.

## Biographie
Imprimeur de profession, il est décoré de la Croix de guerre 1914-1918 à la suite de sa démobilisation en 1919. 
Résistant durant la Seconde Guerre mondiale, son matériel d'impression lui permet de 1940 à 1944 d'imprimer successivement trois journaux clandestins : Franc-Tireur, Le Père Duschène et Le Coq Enchaîné.
Il a été adjoint au maire de Miribel de 1945 à 1947. Il y a un square Lucien-Agnel à Miribel.

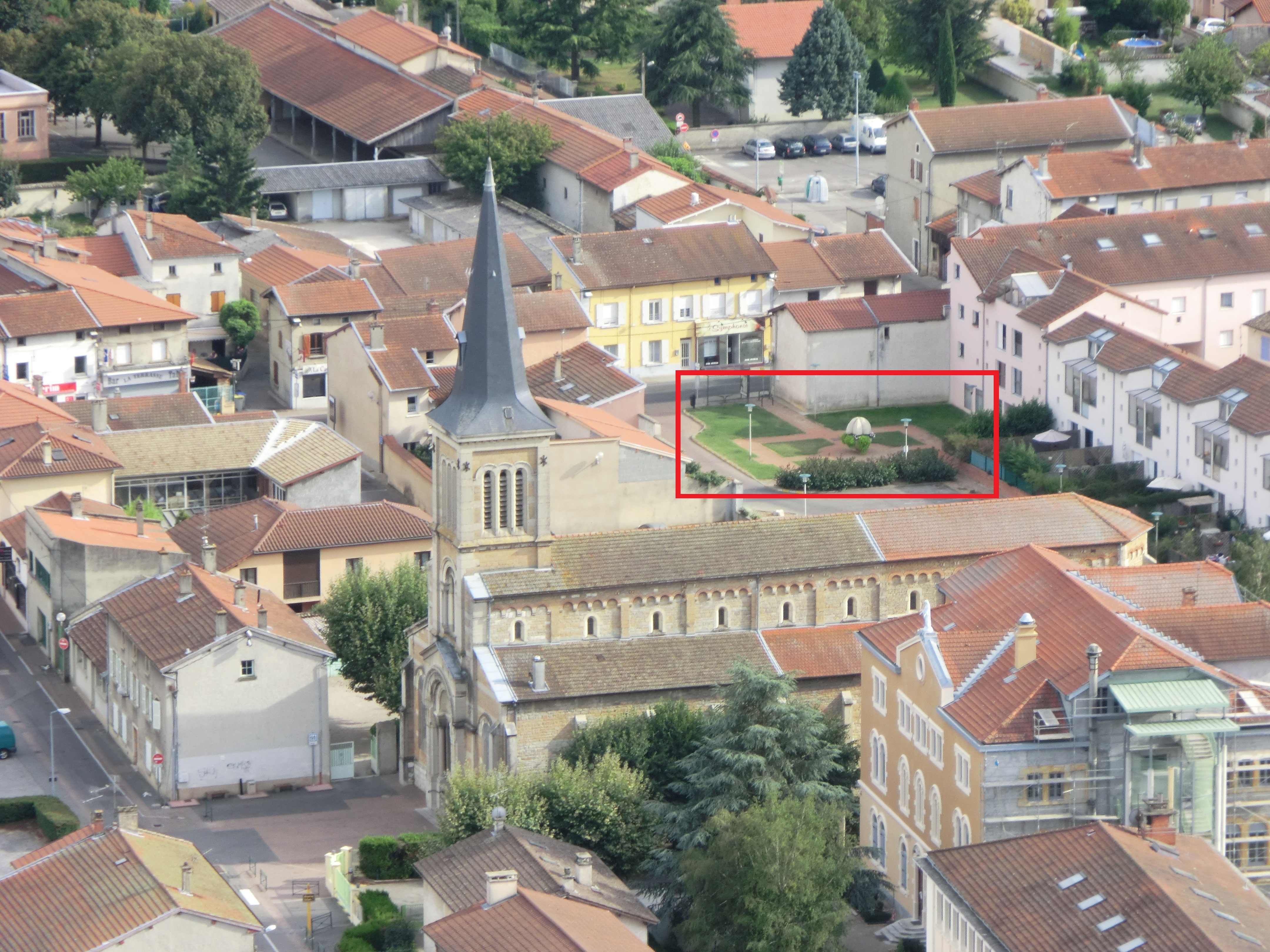
Vue du petit square Lucien Agnel (rectangle rouge), situé près de l’église Saint-Romain de Miribel.